# Saulius Brusokas
Saulius Brusokas (ur. 4 grudnia 1968) – litewski strongman.
Jeden z najlepszych litewskich i światowych siłaczy.

## Życiorys
Saulius Brusokas jest trzecim najlepszym siłaczem na Litwie, po Žydrūnasie Savickasie i Vidasie Blekaitisie.
Jest zrzeszony w federacji IFSA i obecnie sklasyfikowany na 11. pozycji.
Mieszka w Mariampolu.
Wymiary:
- wzrost 187 cm
- waga 135 kg

Rekordy życiowe:
- przysiad 320 kg
- wyciskanie 220 kg
- martwy ciąg 340 kg

## Osiągnięcia strongman
- 2002
  - 3. miejsce - Mistrzostwa Litwy Strongman
- 2003
  - 2. miejsce - Mistrzostwa Litwy Strongman
- 2006
  - 3. miejsce - Mistrzostwa Litwy Strongman
  - 2. miejsce - Drużynowe Mistrzostwa Świata Strongman 2006
  - 11. miejsce - Mistrzostwa Świata IFSA Strongman 2006
- 2007
  - 3. miejsce - Mistrzostwa Litwy Strongman
  - 7. miejsce - Mistrzostwa Europy IFSA Strongman 2007
  - 4. miejsce - Drużynowe Mistrzostwa Świata Strongman 2007
  - 9. miejsce - Mistrzostwa Świata IFSA Strongman 2007
  - 4. miejsce - Drużynowe Mistrzostwa Świata Par Strongman 2007
- 2008
  - 3. miejsce - Liga Mistrzów Strongman 2008: Wilno
  - 1. miejsce - Drużynowe Mistrzostwa Świata Strongman 2008
  - 4. miejsce - Mistrzostwa Litwy Strongman[3]
  - 8. miejsce - Mistrzostwa Świata w Wyciskaniu Belki
- 2009
  - 4. miejsce - Mistrzostwa Litwy Strongman[4]
  - 5. miejsce - Mistrzostwa Europy w Wyciskaniu Belki 2009
- 2010
  - 2. miejsce - Drużynowe Mistrzostwa Krajów Bałtyckich Strongman[5]